# Любенова-Махала
Любенова-Махала (болг. Любенова махала) — село в Болгарии. Находится в Сливенской области, входит в общину Нова-Загора. Население составляет 885 человек.

## Политическая ситуация
В местном кметстве Любенова-Махала, в состав которого входит Любенова-Махала, должность кмета (старосты) исполняет Иван Маринов Иванов (Граждане за европейское развитие Болгарии (ГЕРБ)) по результатам выборов правления кметства.
Кмет (мэр) общины Нова-Загора — Николай Георгиев Грозев (Граждане за европейское развитие Болгарии (ГЕРБ)) по результатам выборов.